# NGC 4023
NGC 4023 في الفهرس العام الجديد، هي مجرة، تقع في كوكبة الهلبة. اكتشفت في 26 أبريل 1878 بواسطة جون لويس إميل دراير.

## روابط خارجية
- NGC 4023 على موقع ويكي سكاي: DSS2, SDSS, GALEX, IRAS, Hydrogen α, X-Ray, Astrophoto, Sky Map, Articles and images